# Tomáš Krbeček
Tomáš Krbeček (Cheb, 27 ottobre 1985) è un calciatore ceco, di ruolo attaccante del TSV Bogen.